# Kanton Vabre
Kanton Vabre is een voormalig kanton van het Franse departement Tarn. Kanton Vabre maakte deel uit van het arrondissement Castres en telde 2322 inwoners in 1999. Het werd opgeheven bij decreet van 17 februari 2014 met uitwerking op 22 maart 2015. Alle gemeenten zijn opgenomen in het nieuwe kanton Les Hautes Terres d'Oc.

## Gemeenten
Het kanton Vabre omvatte de volgende gemeenten:
- Ferrières
- Lacaze
- Le Masnau-Massuguiès
- Saint-Pierre-de-Trivisy
- Saint-Salvi-de-Carcavès
- Vabre (hoofdplaats)